# Tre Deckare löser Enögda kattens gåta
Alfred Hitchcock och Tre deckare löser Enögda kattens gåta (originaltitel Alfred Hitchcock and the Three Investigators in The Secret of the Crooked Cat) är den trettonde boken i den fristående Tre deckare-serien. Boken är skriven av William Arden 1970. Den utgavs i Sverige på svenska 1972 av B. Wahlströms bokförlag med översättning av Solveig Karlsson.

## Handling
Tre Deckare får kontakt med en pojke som jobbar på en cirkus. Någon försöker sabotera för cirkusen och en tygkatt blir stulen.